# Cyathea peladensis
Cyathea peladensis är en ormbunkeart som först beskrevs av Georg Hans Emmo Wolfgang Hieronymus, och fick sitt nu gällande namn av Karel Domin. Cyathea peladensis ingår i släktet Cyathea och familjen Cyatheaceae. Inga underarter finns listade.